# 駐日ペルー大使館
駐日ペルー大使館（スペイン語: Embajada del Perú en Japón、英語: Embassy of Peru in Japan）は、ペルーが日本の首都東京に設置している大使館である。在東京ペルー大使館（スペイン語: Embajada del Perú en Tokio、英語: Embassy of Peru in Tokyo）とも呼ばれる。

## 所在地
| 日本語     | 〒150-0012 東京都渋谷区広尾2-3-1        |
| スペイン語 | Hiroo 2-3-1, Shibuya-Ku, Tokio 150-0012 |
| 英語       | Hiroo 2-3-1, Shibuya-Ku, Tokyo 150-0012 |
| アクセス   | 東京メトロ日比谷線広尾駅2番出口         |

## 大使
2022年3月7日より、ロベルト・セミナリオが特命全権大使を務めている。
歴代大使のうち、アルベルト・フジモリ大統領（在任: 1990年～2000年）の任期中に駐日大使を務めたビクトル・アリトミ（在任: 1991年～2000年）が日系ペルー人である。アリトミ大使の妻はフジモリ大統領の妹ロサ・フジモリで、彼はフジモリ大統領の義弟にあたる。

## ギャラリー

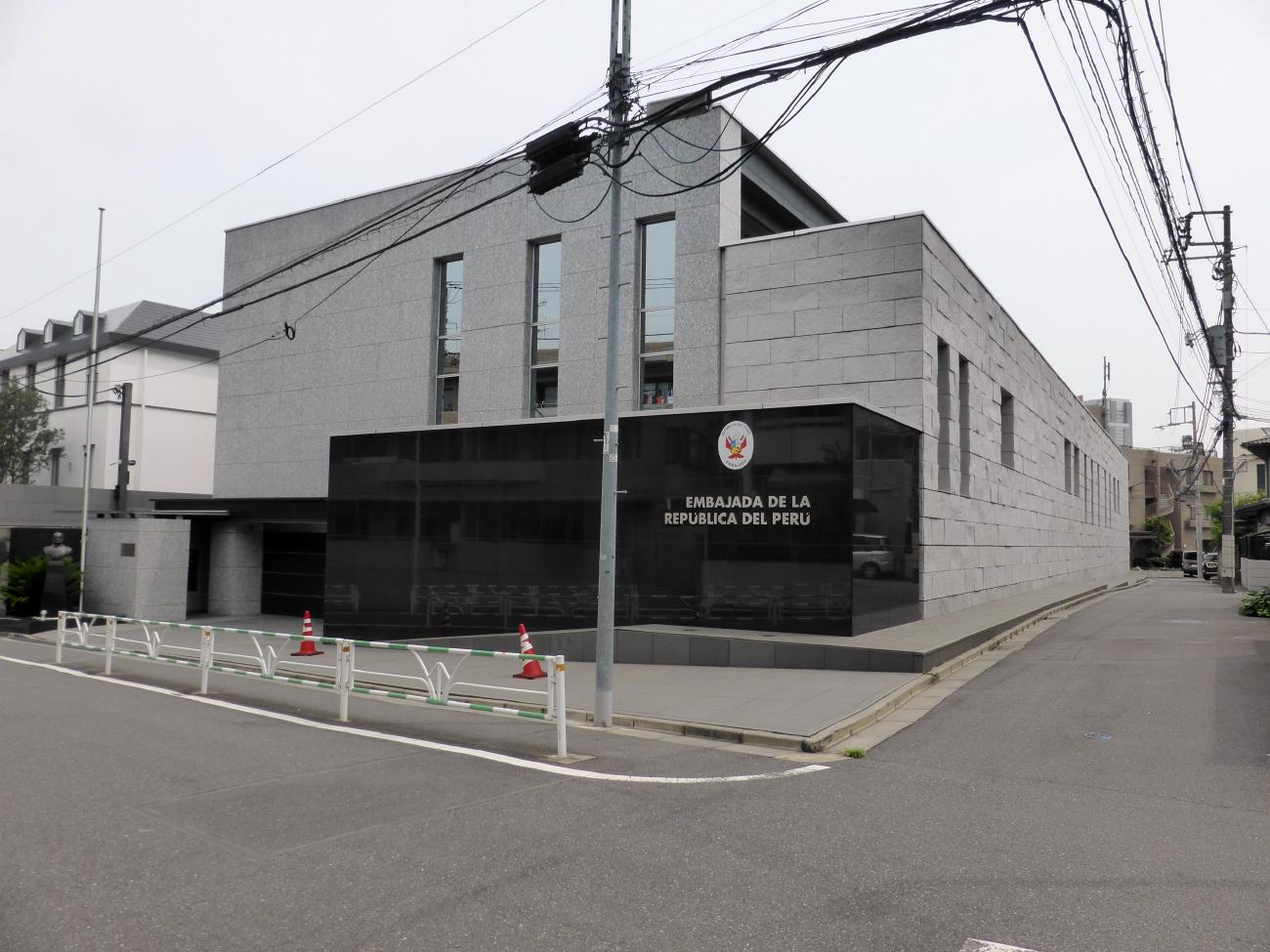
ペルー大使館全景
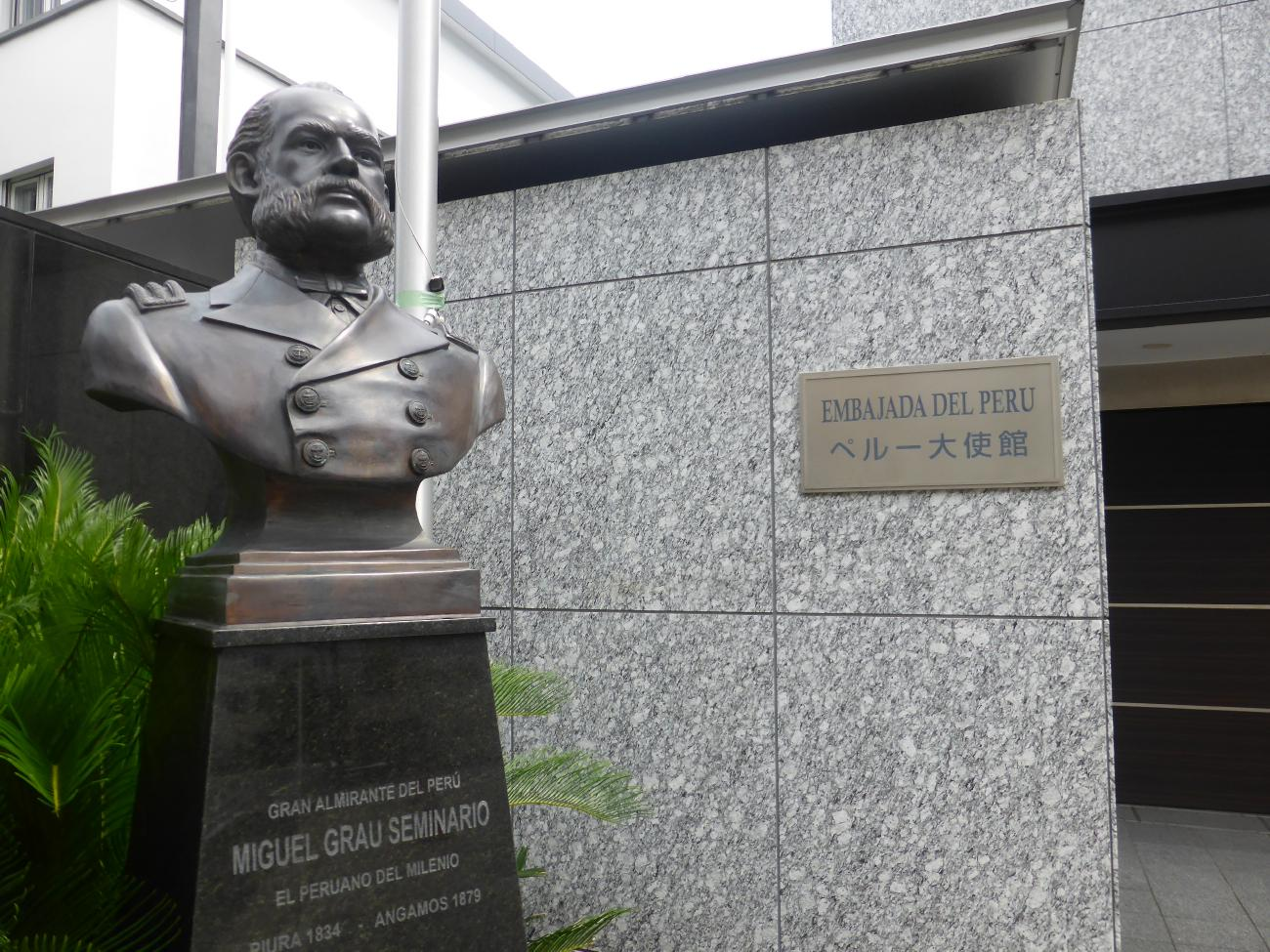
ペルー大使館表札とミゲル・グラウ・セミナリオ胸像
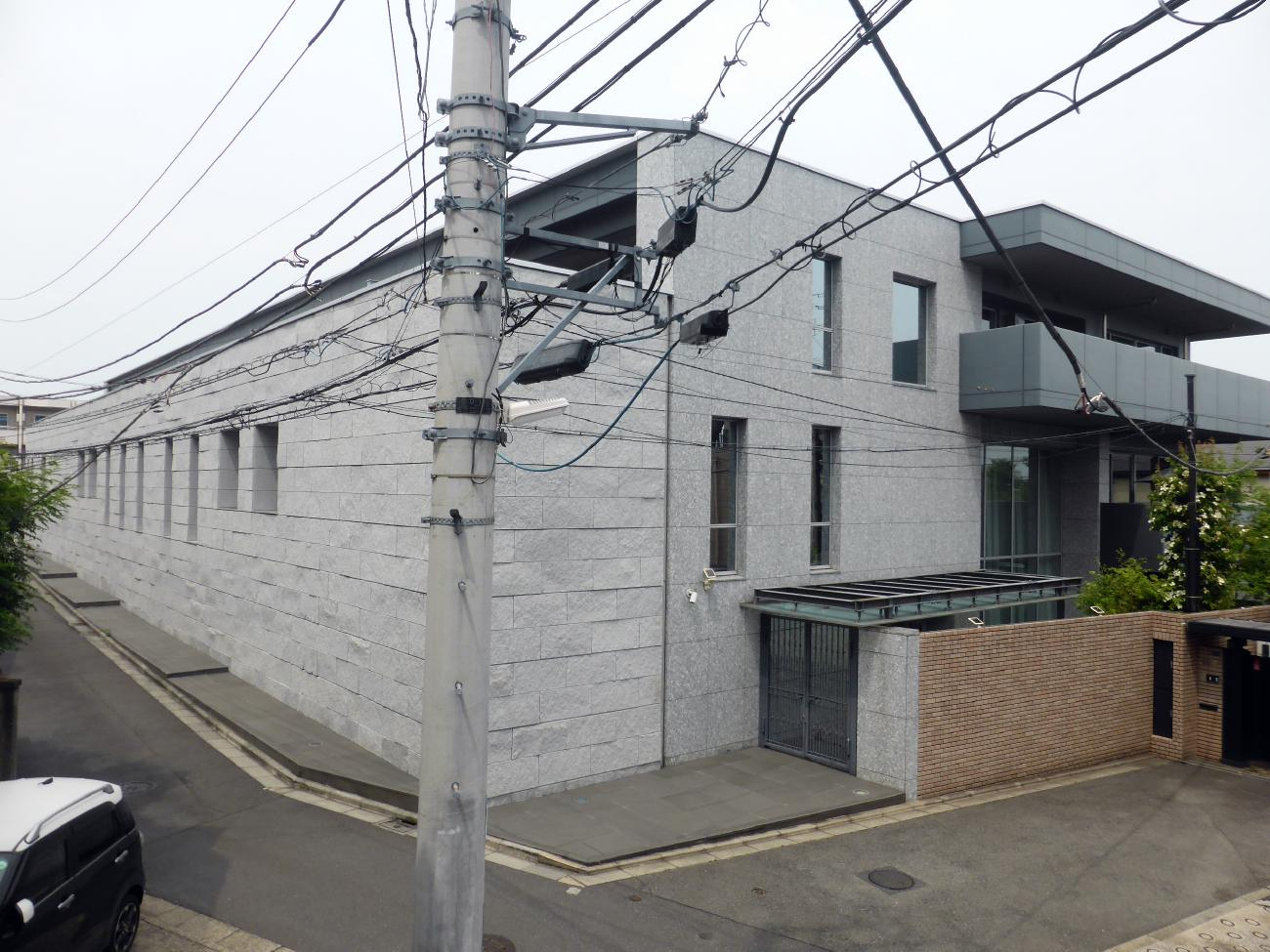
ペルー大使館裏口